# Baugeschichtliches Archiv der Stadt Zürich
Das Baugeschichtliche Archiv der Stadt Zürich (BAZ) ist ein Spezialarchiv der Stadt Zürich, das die bauliche Entwicklung der Stadt dokumentiert. Über 150'000 historische und aktuelle Fotografien, Planmaterial und schriftliche Unterlagen können online und im Lesesaal des Archivs eingesehen werden.

## Geschichte
Der Zürcher Stadtrat beschloss im März 1877, besondere Bauwerke vor dem Abbruch fotografisch festzuhalten, da sich das Stadtbild infolge der Eingemeindung von 1893 stark veränderte und viele historische Gebäude wie beim Abbruch des Kratzquartiers für immer verschwanden.

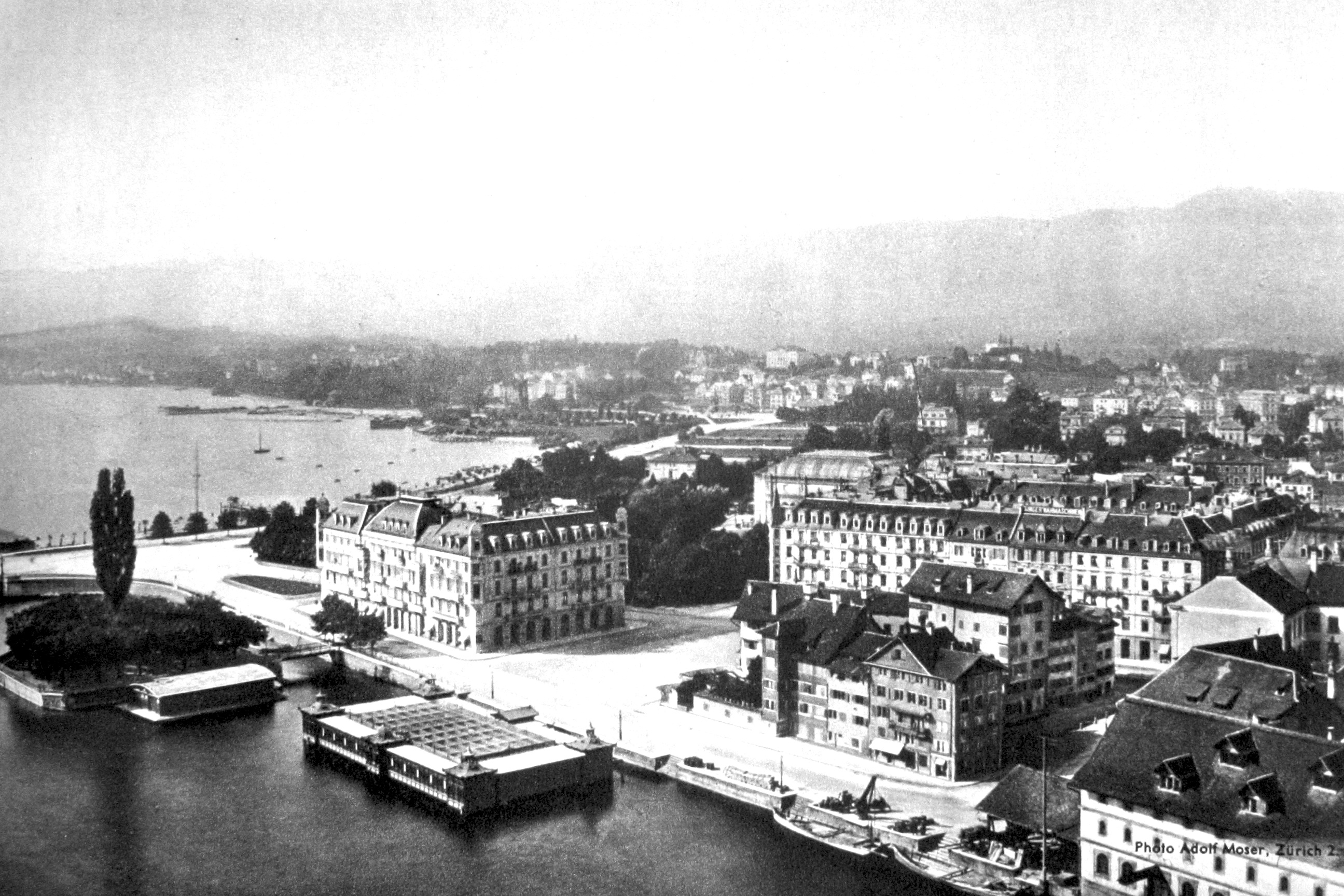
Adolf Moser, Fotograf: Letzte Kratzhäuser 1891

Zur Dokumentation der verschwindenden Bausubstanz wollte der Stadtrat nicht wie bisher Zeichnungen anfertigen lassen, sondern er wollte dazu die junge Technik der Fotografie einsetzen. Die Aufgaben für eine dokumentierende Fachstelle wurden damals formuliert, die Sammlungstätigkeit blieb jedoch sporadisch. 1893 legte der Substitut des Stadtschreibers eine erste kleine Sammlung mit Bildern aus der Stadt Zürich an. Diese Fotografien bildeten den Grundstock der Sammlung im Baugeschichtlichen Archiv.
Anfangs des 20. Jahrhunderts begann man innerhalb des Stadtarchivs mit der organisierten Sammlungstätigkeit. Anfang der 1930er Jahre wurden eine Fotoausrüstung und eine Fotolaboreinrichtung angeschafft sowie systematisch Abbruchdokumentationen (Literatur, Zeichnungen, Grafiken) erstellt.

In den 1940er Jahren war das Archiv Teil des 1943 eröffneten Baugeschichtlichen Museums im Helmhaus. Für dieses Museum erwarb die Stadt 1940 das Stadtmodell Zürich 1800 angefertigt in 22 Jahren durch den Architekt Hans Ferdinand Langmack (1881–1952) das heute im Erdgeschoss des «Hauses zum Rech» steht.

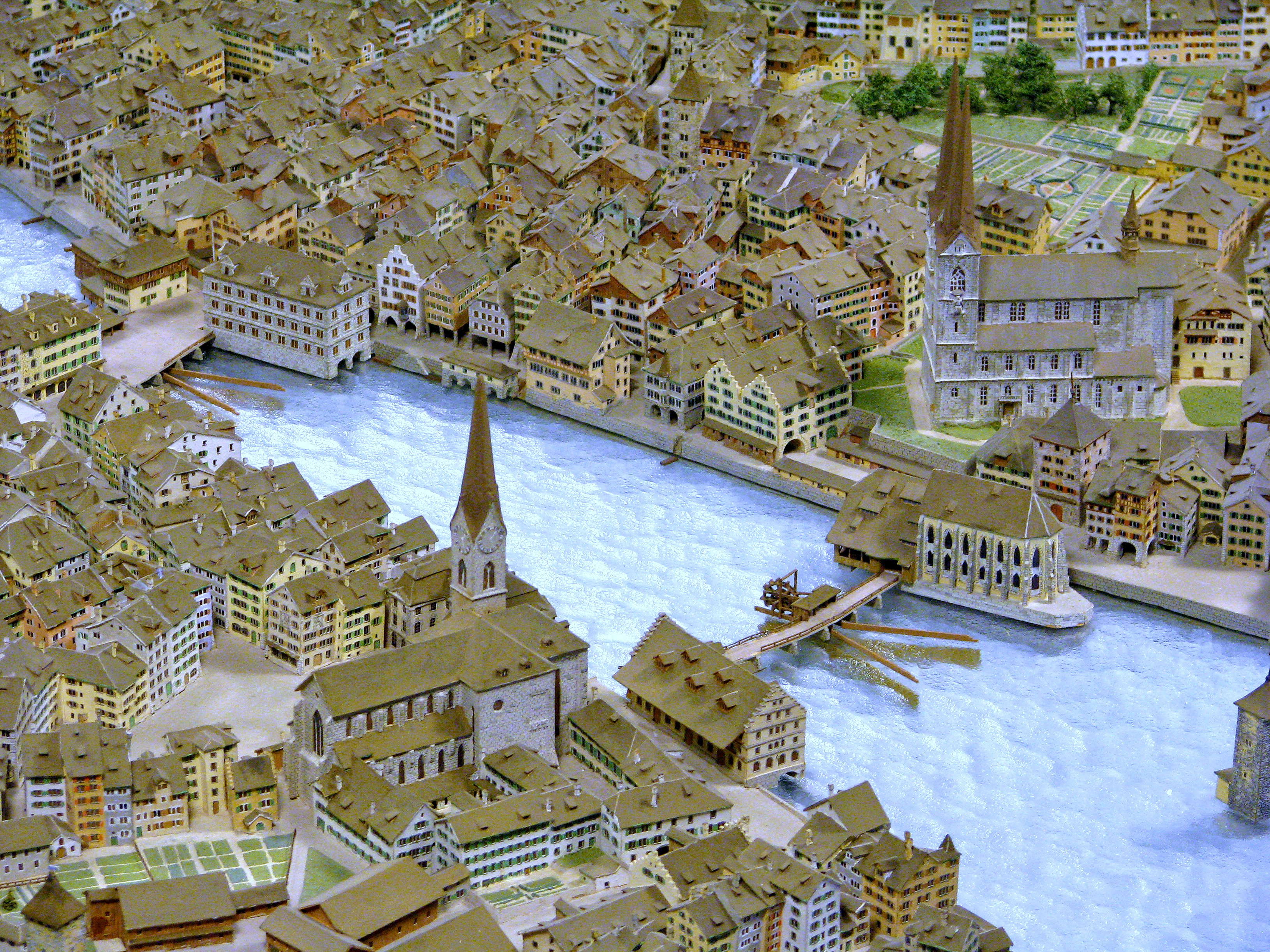
Detailansicht Stadtmodell Zürich 1800

In den 1960er Jahren kam es zur Verbindung von Archiv, der 1958 gegründeten Denkmalpflege und der Stadtarchäologie. Es wurden ein wissenschaftlicher Denkmalpfleger, ein Archivbeamter und ein fester Fotograf angestellt. 1973 übernahm die zum städtischen Bauamt gehörende Stadtarchäologie die Fotosammlung.
1976 wurde das Archiv im «Haus zum Rech» in der Altstadt öffentlich zugänglich gemacht. Seit den späten 1990er Jahren ist das Baugeschichtliche Archiv Dokumentationsstelle und Kompetenzzentrum mit eigenem Archivar und mehreren Mitarbeitern innerhalb des Amts für Städtebau.

## Archivgut
Das Baugeschichtliche Archiv konserviert Fotografien zur Architektur (Aussen- und Innenaufnahmen von Gebäuden, Strassen, Plätzen, Parkanlagen und Naturräume) über die Stadt Zürich sowie Reproduktionen grafischer Darstellungen aus früheren Jahrhunderten. Die Sammlung wurde topografisch organisiert. Stadtquartier, Strasse und Hausnummer bestimmten den Standort eines Bildes in der öffentlich einsehbaren Bildablage. Die Fotografien wurden auf Karton montiert und mit den wichtigsten Daten zur Identifikation des abgebildeten Objekts versehen: Quartier, Strasse, Hausnummer, Fotograf, Datum der Aufnahme, Baujahr, Abbruchjahr.
Mit dem Einsatz der Digitalfotografie und der Digitalisierung der Bestände des Archivs wurde die Sammlung den modernen Anforderungen angepasst. Im Internet wird eine orts- und zeitunabhängige Recherche in Findmitteln und digitalisierten Quellen angeboten.

## Recherche und Besichtigungen

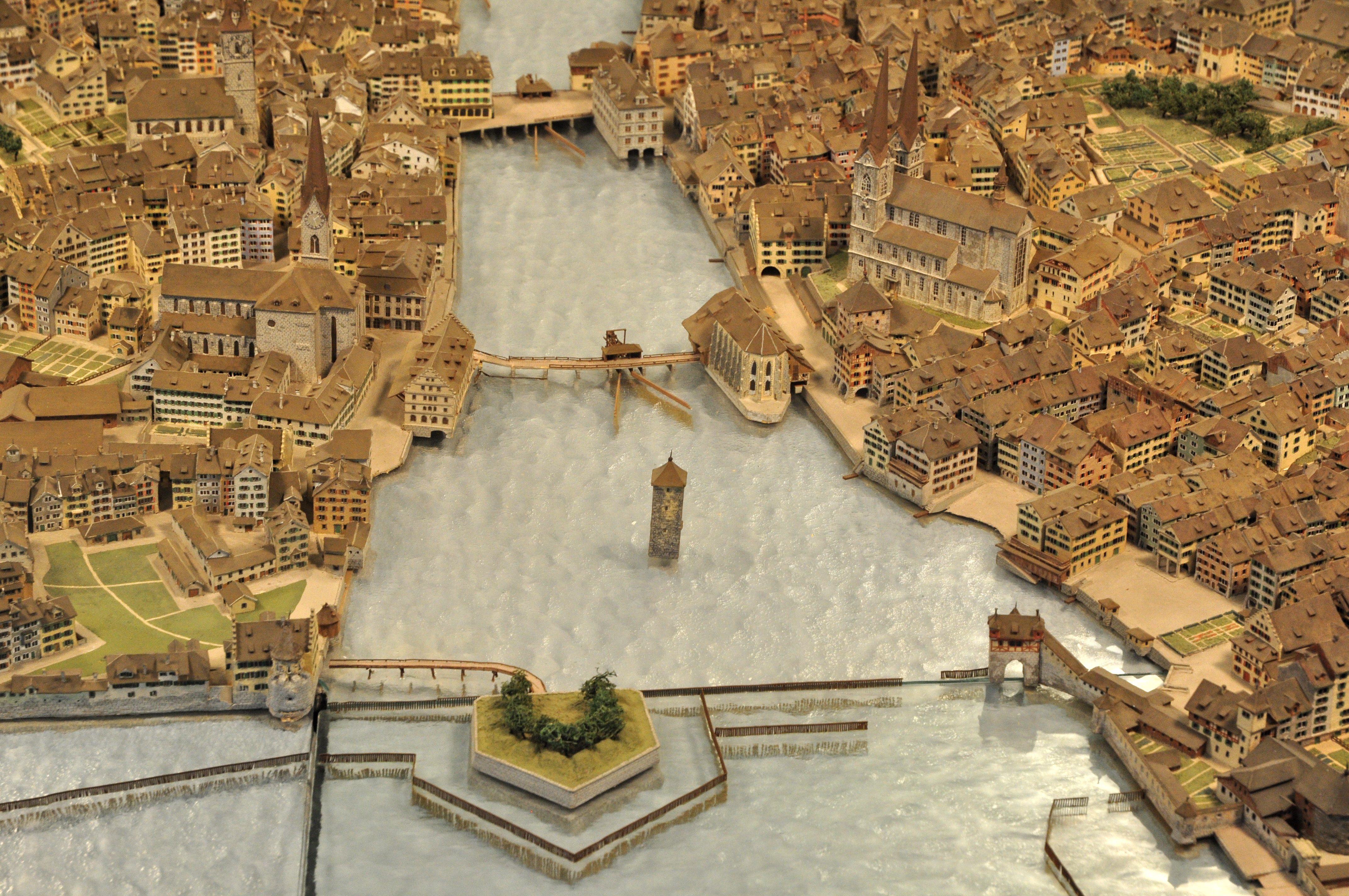
Stadtmodell Zürich 1800

Das Archiv betreibt einen öffentlichen Lesesaal an ihrem Sitz im «Haus zum Rech» im Zentrum der Stadt Zürich, wo die Quellenbestände vor Ort konsultiert werden können. Dort kann auch das «Stadtmodell Zürich 1800» besichtigt werden. Im «Haus zum Rech» finden regelmässig Ausstellungen zu architektonischen Themen der Stadt Zürich statt.
Ein Grossteil der fotografischen Sammlung des Baugeschichtlichen Archivs der Stadt Zürich ist seit Oktober 2017 online zugänglich: Rund 100'000 Bilder sind auf der Plattform E-Pics (ETH-Bibliothek für Bilder und Fotografien) öffentlich und kostenlos zum Download verfügbar.

## Fotografen (Auswahl)
- Wilhelm Gallas (1882–1946)[4]
- Gottfried Gloor (1895–1987)
- Johannes Meiner
- Adolf Moser
- Friedrich Ruef-Hirt (1863–1927)[5]
- Heinrich Wolf-Bender (1871–1932)
- Michael Wolgensinger

## Ausstellungen (Auswahl)
Seit 1976 finden im Haus zum Rech mehrmals jährlich Ausstellungen von städtischen oder privaten Institutionen zu verschiedenen Themen statt. Die Ausstellungsdokumentationen können im Lesesaal des Archivs eingesehen werden.
- 1996: Meiner & Sohn. Fotografien 1894–1963
- 2004: Stadtmauern. Ein neues Bild der Stadtbefestigungen Zürichs: 6. Februar bis 30. April 2004.
- 2009 zeigte die Ortgeschichtliche Kommission des Quartiervereins Aussersihl-Hard die Ausstellung Limmatfront – Stadt im Kriegszustand. Ausstellung zur Limmatstellung 1939–1940 im Baugeschichtlichen Archiv der Stadt Zürich im Haus «zum unteren Rech» am Zürcher Neumarkt, vom 4. Dezember 2008 bis am 3. April 2009
- 2013: Dreidimensionales Zürich. Stereobilder von Johannes Meiner um 1900
- 2018: Verschwundene Orte der Reformation. Zürcher Klöster und Kapellen – Von den Reformatoren abgeschafft. Schrift zur Ausstellung im Haus zum Rech, 8. Juni bis 23. September 2018.

## Publikationen
- «Fast wie in Paris». Abbruch des Kratzquartiers, Anstoss zur fotografischen Dokumentation der Stadtveränderung, Stadtgeschichte und Städtebau in Zürich (= Schriften zu Archäologie, Denkmalpflege und Stadtplanung. Heft 1). Zürich 2000, ISBN 3-905384-00-0.[7]
- Hochbaudepartement der Stadt Zürich (Hrsg.): Kelten in Zürich. Der Ursprung der Stadt Zürich in neuem Licht. Baugeschichtliches Archiv der Stadt Zürich, Zürich 2001.
- 125 Jahre Baugeschichtliches Archiv – Das Bauen an Zürich dokumentieren 1877–2002 (= Schriften zu Archäologie, Denkmalpflege und Stadtplanung. Heft 3). 2002, ISBN 3-905384-03-5.[8]
- Dölf Wild: Stadtmauern. Ein neues Bild der Stadtbefestigungen Zürichs. Stadtgeschichte und Städtebau in Zürich. Schriften zu Archäologie, Denkmalpflege und Stadtplanung. Schrift zur Ausstellung im Haus zum Haus zum Rech, Zürich, 6. Februar bis 30. April 2004. Amt für Städtebau–Baugeschichtliches Archiv, Zürich 2004, ISBN 3-905384-05-1.
- Verschwundene Orte der Reformation. Zürcher Klöster und Kapellen – Von den Reformatoren abgeschafft. Schrift zur Ausstellung im Haus zum Rech. Zürich 2018, ISBN 978-3-905384-22-2.[9]